# Equipamientos para el cultivo de plantas del EEB
Los Equipamientos para el cultivo de plantas del EEB en inglés : Department of Ecology & Evolutionary Biology Plant Growth Facilities o simplemente EEB Plant Growth Facilities es un conjunto de invernaderos de 1500 m² de extensión, ubicados en el campus de la Universidad de Connecticut en Storrs, Connecticut. 

## Localización
Storrs es un lugar designado por el censo ubicado en el municipio de Mansfield. 
EEB Plant Growth Facilities University of Connecticut, 75 North Eagleville Road Unit 3043, Storrs, Tolland County, Connecticut CT 06269, United States of America-Estados Unidos de América.
Planos y vistas satelitales.41°48′30″N 72°14′58″O / 41.80833, -72.24944
Se encuentra abierto y accesible al público todos los días del año. 

## Historia
Las Instalaciones de Cultivo de Plantas del EEB, es una unidad operativa del EEB (Department of Ecology & Evolutionary Biology) Departamento de Ecología y Biología Evolutiva de la Facultad de Artes Liberales y Ciencias de la Universidad de Connecticut. Sirven para cubrir diversas necesidades, así:
- Proporcionando a los profesores del EEB y a los investigadores afiliados con gestión profesional cada vez más espacio para llevar a cabo la investigación de nivel mundial,
- Mantenimiento de una amplia colección de plantas de referencia vivas para facilitar la enseñanza de la botánica básica, morfología de la planta, la sistemática y disciplinas afines,
- Cultivo de una amplia variedad de materiales vegetales cada semestre para la entrega a los laboratorios de enseñanza de biología de nivel introductorio y avanzado,
- Gestión de las áreas de cultivo para los experimentos de los estudiantes universitarios de grado y avanzados,
- Mantenimiento de las áreas del invernadero para aumentar la enseñanza de conceptos sistemáticos y ecológicos y la exhibición de las plantas de importancia económica para la comunidad de la Universidad de Connecticut, así como área primaria / secundaria / postsecundaria y alternativa grupos escolares.
- Áreas del invernadero son el lugar principal para los viajes públicos y ofrecen espacio de exhibición de acceso público para las plantas notables en la colección de referencia,
- Proporcionan instalaciones, materiales y profesionales de los campos de la ciencia de verano, varios seminarios de interés especial y programas de divulgación relacionados,
- Apoyan las metas educativas y de investigación de las instituciones de todo el mundo, contribuyendo al libre intercambio de material vegetal con fines de investigación y educación.

## Colecciones
Los invernaderos EEB contienen una de las colecciones más diversas de plantas de enseñanza en los Estados Unidos, con unas 2850 accesiones. Esta excepcional colección es una unidad básica de la biodiversidad para la Investigación. Las colecciones EEB se utilizan ampliamente para la enseñanza y la investigación en la Universidad de Connecticut.
Las Colecciones de plantas están generalmente separadas en dos grupos - Colecciones de investigación (que están cubiertas en otro lugar) y la Colección General, que incluye la mayoría de los diversos materiales didácticos de las instalaciones. 
Entre las secciones visitables se encuentran:

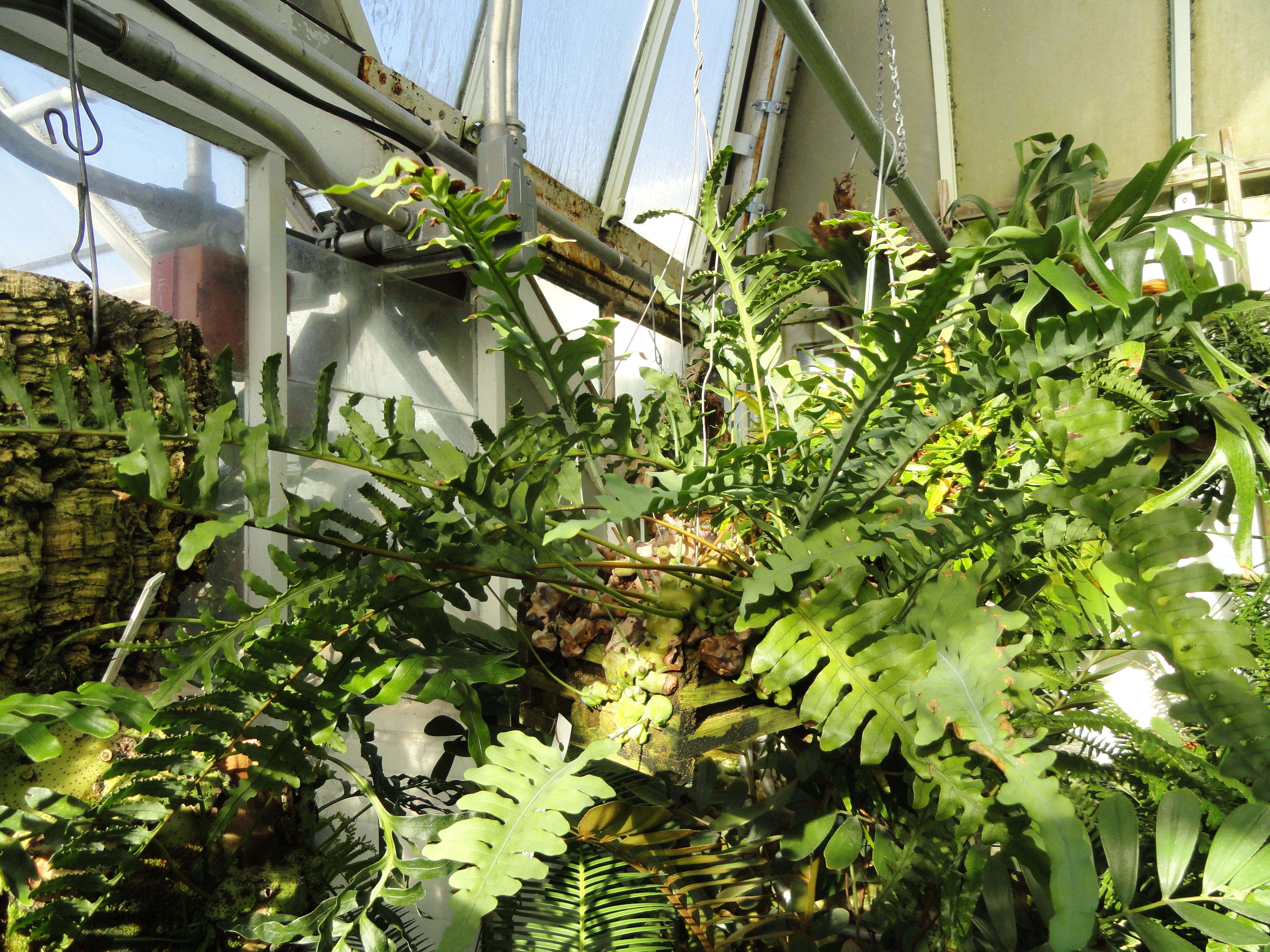
El helecho Lecanopteris curtisii que presenta rizomas para albergar hormigas.

- Plantas que hospedan hormigas, o myrmecophytas, son plantas (-phytas) que mantienen una relación simbiótica o mutualista con diversas especies de hormigas (myrme (x) -). En la mayoría de los casos, ni las hormigas ni las plantas dependen totalmente unas a otras para sobrevivir, sino que obtienen una ventaja competitiva a partir de la simbiosis por el fomento de las relaciones entre las especies. Las adaptaciones de las plantas a la coexistencia simbiótica con las hormigas caen principalmente en tres grupos - Domatia, organismos alimentarios y nectarios extraflorales. Domatia son estructuras de las plantas especiales que se adaptan para que las habiten las hormigas. Los miembros de los géneros epífitos Myrmecodia e Hydnophytum tienen grandes tallos hinchados con cavidades distintas que conforman un hogar para las hormigas. Las hormigas viven en estos tallos y vigilan y protegen a la planta del ataque de diversos herbívoros. Los detritus dejados por las hormigas en salas especializadas dentro del vástago se descomponen y proporcionan una fuente de nutrientes para la planta. Ciertas especies de helechos, sobre todo en el género Lecanopteris (Lecanopteris mirabilis), tienen rizomas especializados aplanados que proporcionan refugio para las colonias de hormigas - algunos de estos rizomas pueden estar ahuecados. La papa helecho, Solanopteris brunei, tiene distintas rizomas con dimorfismo modificado drásticamente "tubérculos parecidos a la papa" que son fácilmente utilizados como hogar por las hormigas. Algunas plantas producen estructuras especializadas en alimentos para fomentar el asentamiento de una colonia de hormigas. Muchas de las especies de Vachellia tienen espinas ahuecadas que también llevan diminutas puntas de las hojas amarillas desmontables llamados Cuerpos Beltian que tienen un gran contenido en grasa y proteínas y sirven como una importante fuente de alimento de hormigas. Cuerpos de Müller, que se encuentran en los pecíolos de árboles de Cecropia neotropicales, son ricas en glucógeno, una fuente importante de hidratos de carbono en animales que rara vez se encuentra en las plantas. Los pecíolos de Cecropia también son huecos, lo que proporciona un domicilio ideal para hormigas. Entre las especies que se cultivan Aechmea brevicollis, Dischidia major, Dischidia rafflesiana, Hoya imbricata, Hydnophytum formicarum, Lecanopteris crustacea, Vachellia cornigera, Vachellia hindsii

- Plantas acuáticas,
- Angiospermas basales,
- Plantas para bebida,
- Bryophytas

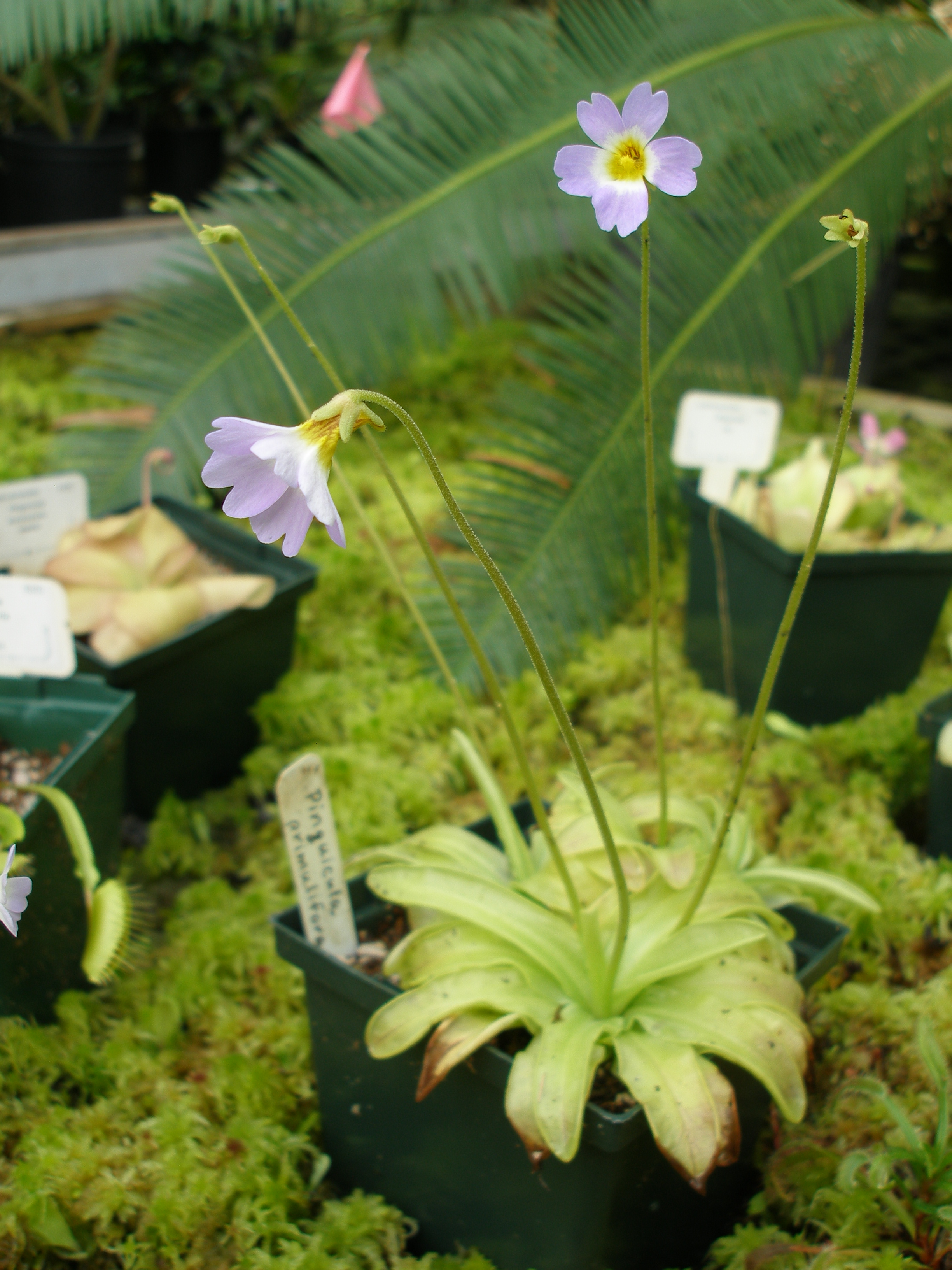
La planta insectívora Pinguicula primuliflora.

- Plantas Carnívoras o insectívoras, estas requieren condiciones especializadas. El suelo debe ser ácido y pobre en nutrientes: aquí, en los invernaderos de la Universidad de Connecticut, cultivan la mayoría de las especies con una mezcla de cinco partes de turba, perlita dos partes, y una parte de carbón vegetal hortícola. Casi a todas las insectívoras les va mejor en condiciones de humedad en las que el suelo está constantemente mojado. Las plantas deben ser regadas con la lluvia o el agua desionizada, para evitar la acumulación mineral en el suelo. La mayoría de las especies también requieren niveles de luz altos, y la mayor parte de la colección de la Universidad de Connecticut se mantiene en la parte más soleada del complejo de invernaderos. Entre otras Aldrovanda vesiculosa, Brocchinia reducta, Byblis liniflora, Catopsis sp. Cephalotus follicularis, Dionaea muscipula, Drosera adelae, Drosera anglica, Drosera auriculata, Drosophyllum lusitanicum, Genlisea hispidula, Heliamphora nutans, Heliamphora pulchella, Ibicella lutea, Nepenthes rafflesiana, Nepenthes ventricosa, Pinguicula lusitanica, Pinguicula primuliflora, Proboscidea louisiana, Roridula dentata, Sarracenia purpurea, Utricularia gibba
- Plantas que portan conos, o coníferas. También se incluyen en estas las Gnetales (con las familias Welwitschiaceae, Ephedraceae y Gnetaceae) y las Cycas.[2]
- Plantas tintorias,
- Plantas de frutos comestibles,
- Helechos y plantas relacionadas, los helechos son un grupo de plantas vasculares que difieren de las plantas con semillas en que se reproducen sexualmente a través de esporas en lugar de semillas. Con base en datos moleculares recientes ahora se consideran también relacionados con los helechos a las colas de caballo (Equisetum) y helechos-papa (Psilotum), también se ha incluido en esta lista a los licopodios, que se consideran normalmente "aliados de helecho". Esto incluye los géneros Selaginella, Isoetes, Lycopodium y Huperzia.[3]
- Plantas productoras de fibras
- Plantas Medicinales
- Plantas parásitas
- Plantas productoras de especias

## Actividades
Entre las actividades que se desarrollan en estos invernaderos:
- Conservación de especies vegetales
- Ecología
- Educación
- Etnobotánica
- Control de especies vegetales invasoras
- Programas y estudios de Polinización
- Sistemática y Taxonomía
- Visitas guiadas
- Cursos para estudiantes de la universidad